# ブラックキャナリー
ブラックキャナリー（英: Black Canary）は、DCコミックスの出版するアメリカン・コミックスに登場する架空のスーパーヒロイン。アニメなどではブラックカナリーとも呼称される。

## 概要
初代ブラックキャナリーの初出は『フラッシュ・コミックス』#86(1947年8月)。ロバート・カニアーとカーマイン・インファンティーノによって創造され、ジョニー・サンダーのサポートキャラクターとして登場した。2代目ブラックキャナリーの初出は『ジャスティス・リーグ・オブ・アメリカ』#220(1983年11月)。
初代と2代目の関係は母娘である。両者の最大の相違点は、口から発射する超音波「キャナリー・クライ」で、これは2代目しか持っていない。キャナリー・クライは破壊力が高く、トラックや特殊なガラスすらも破壊することが可能である。
初代のコスチュームは、黒の網タイツと革のボディスーツで、セクシーな出で立ちである。金髪のカツラ（地毛は黒）を着用しているが、これは正体を隠すためである。2代目もこれを受け継いだが、コスチュームには変遷もあり、タキシードの上着、網タイツと黒のレオタードを着用している場合もある。なお、彼女は元々金髪であり、カツラは使用していない。

## 初代ブラックキャナリー

### 人物
本名：ダイナ・ドレイク・ランス (Dinah Drake-Lance)。本拠地はゴッサム・シティ、職業は生花店の経営者。
刑事を父に持つ彼女は婦人警官を夢見ていたが、願書を返されてしまう。さらには父を失い、彼女は独力での正義の活動を志す。乏しい遺産で生花店を開きながら、持ち前の柔道の技を携え、彼女は自警団員として活動を開始した。この他に、首に下げた魔除けには、煙幕弾や催眠ガス弾を内蔵させてある。
暗黒街へ潜入するために悪人を装っていた彼女だが、ヒーローの1人である2代目ジョニー・サンダーと協力する際、身の上を明かした。彼女は「ジャスティス・ソサエティ・オブ・アメリカ（JSA）」と共闘し、後に加盟した。まもなく引退し、私立探偵ラリー・ランスと結婚、1女を儲ける。しかし、夫は宇宙線をエネルギーとするアクアリウスとの戦いで戦死、彼女もその戦いの後遺症で、放射能誘発性のガンで死亡した。

### 映像作品
初代ブラックキャナリーの映像作品
ドラマ『ゴッサム・シティ・エンジェル』
演 - ロリ・ロックリン
第5話「母の罪」にキャロライン・ランスという名前で、作中のダイナの母親として登場。オラクルやハントレスからはブラック・カナリアと呼ばれ、口からカナリア・クライという超音波を発するシーンがある。
アニメ『バットマン:ブレイブ&ボールド』
ジャスティス・ソサエティ・オブ・アメリカ(JSA)に参加していたが、作中の時間ではすでに死亡している。JSAに娘を託していたことが明かされる。
アローバース
演 - ケイティ・ロッツ、日本語吹替 - 大津愛理
ドラマ『ARROW/アロー』
演 - ジャクリーン・マッキネス・ウッド(第1話) / ケイティ・ロッツ、日本語吹替 - 大津愛理
準レギュラーキャラクターだったが、途中退場。
演 - ジュリアナ・ハーカビー
ダイナ・ドレイクとして登場。超音波の声を持つメタヒューマン。3代目ブラックキャナリーとなる。
ドラマ『レジェンド・オブ・トゥモロー』
演 - ケイティ・ロッツ、日本語吹替 - 大津愛理
『ARROW/アロー』で途中退場したサラが復活した姿。
映画『ハーレイ・クインの華麗なる覚醒 BIRDS OF PREY』
演 - ジャーニー・スモレット＝ベル、日本語吹替 - 村中知
ローマンが経営するバーの歌姫。格闘技術があることを見込まれ、ハーレイが再起不能にしたローマンの部下の代わりに、運転手兼ボディーガードとなる。前任の運転手がレニーに情報を流していた内通者であったため、レニーからローマンへの内通を依頼される。

## 2代目ブラックキャナリー

### 人物
本名：ダイナ・ローレル・ランス (Dinah Laurel Lance)。本拠地はゴッサム・シティ。
母は彼女を同じ道に歩ませたくなかったが、JSAの仲間たちの冒険談を聞いて育った娘は、初代ワイルドキャットからボクシングを、その他のJSAメンバーからも格闘術を学び、母親から受け継いだ柔道のセンスを生かし、クライムファイターとして母のコスチュームを受け継いだ。
当初は1人で活動していたが、「ジャスティス・リーグ」に加わる。また、そこでグリーンアロー/オリバー・クイーンと恋に落ちた。2008年の段階では、リーグの議長を務めている。リーグでは互いの意見の違いからハントレスと対立し、度々対決することもあった。

### 映像作品
2代目ブラックキャナリーの映像作品
ドラマ『ヤング・スーパーマン』
演 - アライーナ・ハフマン
複数回ゲスト出演。当初は一人で活動しており、レックス・ルーサーに雇われてクラーク・ケント（スーパーマン）らと敵対した。誤解の解けた後はオリバー・クイーン（グリーンアロー）率いるヒーローチームに参加している。オリバーやクロエらの会話で「黒いカナリア」といわれた。
ドラマ『ゴッサム・シティ・エンジェル』
演 - レイチェル・スカーステン、日本語吹替 - 小林沙苗
ブラックキャナリーとは名乗らないが、ダイナ・ローレル・ランスをモチーフとしたキャラクターであり、 第5話「母の罪」では母親がブラック・カナリアとして登場。なお、原作「Birds of Prey」では明確にダイナ・ローレル・ランスとされている。
ドラマ『ARROW/アロー』
演 - ケイティ・ロッツ/ケイティ・キャシディ/ジュリアナ・ハーカヴィ、日本語吹替 - 小林沙苗
オリバー・クイーン / グリーンアローが主役のドラマ。当初はブラックキャナリーとしてではなく、ローレル・ランスとして第1話からレギュラー出演。オリバーの元恋人で弁護士。刑事の父と同居している。母とは別居。妹はカナリアと呼ばれるブラックキャナリーの始まりのキャラクターとして描かれており、妹の死後、ヒーローとしての活動を始め、黒いカナリア（Black Canary）と呼ばれる。
アニメ『ジャスティス・リーグ』
声 - モリーナ・バッカリン
第18話から第19話の「伝説の英雄たち」に他のヒーローと一緒にモブシーンで登場。続編の『ジャスティス・リーグ・アンリミテッド』ではリーグに正式加入しグリーンアローとの恋愛が描かれている。
アニメ『バットマン・ザ・フューチャー 蘇ったジョーカー』
バットガールにロビンの行方を尋ねられるシーンで登場しているが、なぜゴッサムシティにいたのかは明言されていない。
アニメ『バットマン:ブレイブ&ボールド』
声 - グレイ・デリスル、日本語吹替 - 櫻井浩美(第25話)、安士百合野(第43話)
複数回ゲスト出演、活躍している。母親である初代ブラックキャナリーはJSAに所属していたがすでに死亡している。2代目はバットマンと同世代であり、彼は師匠に当たるJSAから厳しい訓練を課せられていたが、キャナリーは過保護に育てられており、彼女は不満に思っていた。
アニメ『ヤング・ジャスティス』
声 - ヴァネッサ・マーシャル
ジャスティス・リーグの一員であり、ヤングチームの教官。

## 書誌情報
| タイトル                                    | 収録内容 | ISBN                      |
| Black Canary (comic book)                   | Black Canary (comic book)                                                                                                | Black Canary (comic book) |
| ------------------------------------------- | --- | ------------------------- |
| Black Canary Archives                       | Flash Comics #86–104, Comic Cavalcade #25, DC Special #3, Adventure Comics #399, #418–419, The Brave and the Bold #61–62 | 978-1563897344            |
| Green Arrow/Black Canary: Road to the Altar | Black Canary vol.3 #1–4, Birds of Prey #109, Black Canary Wedding Planner                                                | 978-1401218638            |
| Black Canary and Zatanna: Bloodspell        | Black Canary and Zatanna: Bloodspell                                                                                     | 978-1401255497            |
| Black Canary Vol.1: Kicking and Screaming   | Black Canary vol.4 #1-7, DC Sneak Peek: Black Canary                                                                     | 978-1401261177            |
| Black Canary Vol.2: New Killer Star         | Black Canary vol.4 #8-12, Gotham Academy #17, Batgirl and the Birds of Prey: Rebirth #1                                  | 978-1401265274            |
| Green Arrow / Black Canary                  | |                           |
| Vol.1: The Wedding Album                    | Green Arrow/Black Canary #1–5, Green Arrow/Black Canary Wedding Special                                                  | 978-1401218416            |
| Vol.2: Family Business                      | Green Arrow/Black Canary #6–10                                                                                           | 978-1401220167            |
| Vol.3: A League of Their Own                | Green Arrow/Black Canary #11–14, Green Arrow Secret Files #1                                                             | 978-1401222505            |
| Vol.4: Enemies List                         | Green Arrow/Black Canary #15–20                                                                                          | 978-1401224981            |
| Vol.5: Big Game                             | Green Arrow/Black Canary #21–26                                                                                          | 978-1401227098            |
| Vol.6: Five Stages                          | Green Arrow/Black Canary #27–30                                                                                          | 978-1401228989            |
| Justice League: Rise and Fall               | Green Arrow/Black Canary #31-32, Justice League: Rise and Fall Special, The Rise of Arsenal #1-4                         | 978-1401230135            |

## その他のメディア

### ドラマ
- ヤング・スーパーマン (2001年-2011年)
- ゴッサム・シティ・エンジェル (2002年-2003年)
- ARROW/アロー (2012年-現在)
- レジェンド・オブ・トゥモロー (2016年-現在)

### アニメ
- ジャスティス・リーグ (2001年-2006年)
- バットマン・ザ・フューチャー 蘇ったジョーカー
- バットマン:ブレイブ&ボールド (2008年-2011年)
- ヤング・ジャスティス (2010年-現在)

### ゲーム
- レゴ バットマン2 DCスーパーヒーロー (2012年)
- インジャスティス2 (2017年)

対戦型格闘ゲーム。プレイアブルキャラクターとして登場している
「Injustice 2 - Here Come The Girls」 - YouTube